# Mlazna struja
Mlazna struja je razmjerno uzak (nekoliko stotina kilometara), nekoliko kilometara debeo i obično tisuće kilometara dug pojas vrlo jakih vjetrova u gornjoj troposferi i stratosferi, u kojem je brzina vjetrova veća od 90 km/h, a rijetko može dosegnuti i 650 km/h. Mlazna struja ima važnu ulogu u općem strujanju zraka u atmosferi (cirkulaciji atmosfere), tijesno je vezana uz atmosferske fronte niskoga tlaka zraka i ciklone. Kako je to ujedno i područje značajne promjene vjetra i turbulencije u bezoblačnom zraku, važna je u zračnoj navigaciji i sigurnosti zrakoplovnog leta. Mlazna struja je atmosfersko strujanje vrlo velike brzine koje puše oko cijele Zemlje u smjeru zapad-istok. Nalazi se u sloju tropopauzi (između troposfere i stratosfere) na visini od 10 do 15 kilometara iznad Zemljine površine.

## Položaj mlaznih struja na Zemlji
Postoje četiri mlazne struje koje stalno pušu oko Zemlje (dvije na sjevernoj Zemljinoj polutki, a dvije na južnoj). Na sjevernoj polutki se sjeverna mlazna struja naziva polarna mlazna struja, a južna suptropska. Gibaju se valovito (takozvani Rossbyevi valovi koji najvjerojatnije nastaju zbog sile zbog Zemljine rotacije). Neki znanstvenici smatraju da zbog valova u mlaznoj struji nastaju ciklone i ostali atmosferski poremećaji. Sve mlazne struje se pomiču tijekom godine (zimi se pomiču prema ekvatoru, a ljeti prema polovima). Mlazne struje pušu između Zemljinih klimatskih pojaseva (između suptropskih mlaznih struja se nalazi tropski-žarki klimatski pojas, a između sjeverne suptropske i sjeverne polarne, te južne suptropske i južne polarne mlazne struje su sjeverni i južni umjereni pojas).

### Korištenje
Ljudi mlazne struje koriste u zračnom prijevozu (zračni prijevoz u smjeru zapad-istok se zbog mlazne struje može odvijati mnogo brže i uz manji trošak goriva).

### Brzina
Postiže brzine u središtu između 200 do 500 km/h. U Japanu je 1970. izmjerena do danas najveća od 650 km/h.

## Vanjske poveznice
|  | Zajednički poslužitelj ima još gradiva o temi Mlazna struja |

- CRWS Jet stream analyses  Arhivirana inačica izvorne stranice od 8. listopada 2018. (Wayback Machine)